# Білорусь на літніх Олімпійських іграх 2000
Білорусь на Олімпіаді в Сіднеї як окрема команда була представлена вдруге в історії.

## Медалі
Команда зуміла завоювати 3 золоті, 3 срібні і 11 бронзових медалей. Карстен Катерина Анатоліївна стала Олімпійською чемпіонкою вдруге поспіль.

### Золото
- Яніна Карольчик  — метання ядра.
- Елліна Звєрєва  — метання диска.
- Карстен Катерина Анатоліївна  — одиночні змагання в веслування.

### Срібло
- Юлія Раскіна  — художня гімнастика, одиночне першість.
- Збірна Білорусі з художньої гімнастики (Тетяна Ананько, Тетяна Белан, Ганна Глазкова, Ірина Ільєнкова, Марія Лазук, Ольга Пужевич) — командна першість.
- Ігор Басинський  — стрілянина, пістолет 50 м.

### Бронза
- Ірина Ятченко  — метання диска.
- Ігор Астапкович  — метання молота.
- Наталія Сазанович  — семиборстві.
- Анатолій Ларюков  — дзюдо, напівсередню вагу.
- Павло Довгаль  — сучасне п'ятиборство, індивідуальна першість.
- Ігор Басинський  — стрілянина, пістолет 10 м.
- Лоліта Євглевська  — стрілянина, пістолет 25 м.
- Сергій Мартинов  — стрілянина, гвинтівка 50 м.
- Геннадій Олещук  — важка атлетика, 62 кг.
- Сергій Лавренов  — важка атлетика, 69 кг.
- Дмитро Дебелка  — боротьба греко-римська, до 130 кг.

## Склад Олімпійської збірної Білорусі

### Дзюдо
Спортсменів — 1
Змагання з дзюдо проводилися за системою на вибування. У втішні раунди потрапляли спортсмени, програвши півфіналістам турніру. Два спортсмени, що здобули перемогу у втішному раунді, в поєдинку за бронзу билися з переможеними у півфіналі.
Чоловіки
| Спортсмен     | Категорія | 1/32               | 1/16                                    | 1/8                                    | Чвертьфінали       | Півфінали          | Перший доп. раунд  | Втішний чвертьфінал | Втішний півфінал   | За 3 місце Фінал   | Місце |
| Спортсмен     | Категорія | Суперник Результат | Суперник Результат                      | Суперник Результат                     | Суперник Результат | Суперник Результат | Суперник Результат | Суперник Результат  | Суперник Результат | Суперник Результат | Місце |
| ------------- | --------- | ------------------ | --------------------------------------- | -------------------------------------- | ------------------ | ------------------ | ------------------ | ------------------- | ------------------ | ------------------ | ----- |
| Натік Багіров | до 60 кг  |                    | Денілсон Лоренсо (BRA) поб. 0101 — 0100 | Ельчин Ісмаїлов (AZE) пор. 0010 — 1100 | Не пройшов         | Не пройшов         | Не пройшов         | Не пройшов          | Не пройшов         | Не пройшов         | 17    |

### Плавання
спортсменів — 7
У такий раунд на кожній дистанції проходили найкращі спортсмени за часом, незалежно від місця зайнятого в своєму запливі. 
Чоловіки
| Спортсмен                                                 | Змагання              | Попередні запливи | Попередні запливи | Півфінали  | Півфінали  | Фінал      | Фінал      |
| Спортсмен                                                 | Змагання              | Результат         | Місце             | Результат  | Місце      | Результат  | Місце      |
| --------------------------------------------------------- | --------------------- | ----------------- | ----------------- | ---------- | ---------- | ---------- | ---------- |
| Ігор Коледа                                               | 200 м вільний стиль   | 1:49,01           | 7                 | 1:49,52    | 12         | Не пройшов | Не пройшов |
| Дмитро Коптур                                             | 400 м вільний стиль   | 3:55,26           | 22                |            |            | Не пройшов | Не пройшов |
| Олександр Гуков                                           | 100 м брас            | 1:04,96           | 46                | Не пройшов | Не пройшов | Не пройшов | Не пройшов |
| Ігор Коледа Павло Лагун Дмитро Каліновський Олег Рухлевіч | 4х100 м вільний стиль | 3:20,85           | 10                |            |            | Не пройшли | Не пройшли |

Жінки
| Спортсменка         | Змагання             | Попередні запливи | Попередні запливи | Півфінали | Півфінали | Фінал      | Фінал      |
| Спортсменка         | Змагання             | Результат         | Місце             | Результат | Місце     | Результат  | Місце      |
| ------------------- | -------------------- | ----------------- | ----------------- | --------- | --------- | ---------- | ---------- |
| Наталія Барановська | 400 м вільним стилем | 4:12,67           | 13                |           |           | Не пройшла | Не пройшла |

### Стрибки у воду
Спортсменів  — 2
В індивідуальних стрибках у попередніх раундах становилися результати кваліфікації та півфінальних стрибків. За їх результатами у фінал проходило 12 спортсменів. У фіналі вони починали з результатами півфінальних стрибків.
Чоловіки
| Спортсмен           | Змагання | Кваліфікація | Кваліфікація | Півфінал   | Півфінал   | Всього     | Фінал      | Фінал      | Всього | Місце |
| Спортсмен           | Змагання | Очков        | Місце        | Очков      | Місце      | Всього     | Очков      | Місце      | Всього | Місце |
| ------------------- | -------- | ------------ | ------------ | ---------- | ---------- | ---------- | ---------- | ---------- | ------ | ----- |
| В'ячеслав Хамулькін | трамплін | 357,03       | 23           | Не пройшов | Не пройшов | Не пройшов | Не пройшов | Не пройшов | 357,03 | 23    |

Жінки
| Спортсмен          | Змагання | Кваліфікація | Кваліфікація | Півфінал | Півфінал | Всього | Фінал      | Фінал      | Всього | Місце |
| Спортсмен          | Змагання | Очков        | Місце        | Очков    | Місце    | Всього | Очков      | Місце      | Всього | Місце |
| ------------------ | -------- | ------------ | ------------ | -------- | -------- | ------ | ---------- | ---------- | ------ | ----- |
| Світлана Алексєєва | трамплін | 260,91       | 17           | 216,48   | 12       | 477,39 | Не пройшла | Не пройшла | 477,39 | 15    |

### Стрілянина
Всього спортсменів  — 6
Після кваліфікації найкращі спортсмени за очками проходили в фінал, де продовжували з окулярами, набраними у кваліфікації. У деяких дисциплінах кваліфікація не проводилася. Там спортсмени виявляли найсильнішого в один раунд. 
Чоловіки
| Спортсмен         | Змагання       | Кваліфікація | Місце | Фінал      | Місце      | Всього | Місце |
| ----------------- | -------------- | ------------ | ----- | ---------- | ---------- | ------ | ----- |
| Ігор Басинський   | Пістолет, 10 м | 583          | 3     | 99,7       | 2          | 582,7  |       |
| Костянтин Лукашик | Пістолет, 10 м | 577          | 15    | Не пройшов | Не пройшов | 577    | 15    |

Жінки
| Спортсмен         | Змагання        | Кваліфікація | Місце | Фінал      | Місце      | Всього | Місце |
| ----------------- | --------------- | ------------ | ----- | ---------- | ---------- | ------ | ----- |
| Ольга Погребняк   | Гвинтівка, 10 м | 393          | 9     | Не пройшла | Не пройшла | 393    | 9     |
| Оксана Ковтоновіч | Гвинтівка, 10 м | 389          | 32    | Не пройшла | Не пройшла | 389    | 32    |
| Віторія Чайка     | Пістолет, 10 м  | 381          | 11    | Не пройшла | Не пройшла | 381    | 11    |
| Лоліта Євглевська | Пістолет, 10 м  | 381          | 11    | Не пройшла | Не пройшла | 381    | 11    |

### Важка атлетика
Спортсменів — 5
У рамках змагань з важкої атлетики проводяться дві вправи — ривок та поштовх. У кожній із вправ спортсмену дається 3 спроби, в яких він може замовити будь вага, кратний 2,5 кг. Переможець визначається за сумою двох вправ. 
Чоловіки
| Спортсмен         | Категорія | Вага  | Ривок | Ривок | Ривок | Поштовх | Поштовх | Поштовх | Всього | Місце |
| Спортсмен         | Категорія | Вага  | 1     | 2     | 3     | 1       | 2       | 3       | Всього | Місце |
| ----------------- | --------- | ----- | ----- | ----- | ----- | ------- | ------- | ------- | ------ | ----- |
| Віталій Дербеньов | до 56 кг  | 55,96 | 115,0 | 120,0 | 125,0 | 145,0   | 150,0   | 155,0   | 275,0  | 7     |
| Геннадій Олещук   | до 62 кг  | 61,68 | 137,5 | 142,5 | 145,0 | 172,5   | 175,0   | 177,5   | 317,5  |       |
| Сергій Лавренов   | до 69 кг  | 68,42 | 152.5 | 157.5 | 163.0 | 182.5   | 187.5   | 187.5   | 340.0  |       |
| Павло Базуки      | до 94 кг  | 90,34 | 162.5 | 167.5 | 170.0 | 197.5   | 202.5   | 202.5   | 365.0  | 16    |

Жінки
| Спортсмен     | Категорія | Вага  | Ривок | Ривок | Ривок | Поштовх | Поштовх | Поштовх | Всього | Місце |
| Спортсмен     | Категорія | Вага  | 1     | 2     | 3     | 1       | 2       | 3       | Всього | Місце |
| ------------- | --------- | ----- | ----- | ----- | ----- | ------- | ------- | ------- | ------ | ----- |
| Ганна Батюшко | до 58 кг  | 57,68 | 85.0  | 90.0  | 90.0  | 102.5   | 107.5   | 112.5   | 197.5  | 8     |